# Crotalaria leptoclada
Crotalaria leptoclada är en ärtväxtart som beskrevs av Hermann August Theodor Harms. Crotalaria leptoclada ingår i släktet sunnhampor, och familjen ärtväxter. Inga underarter finns listade i Catalogue of Life.